# Diego Flomesta Moya
Diego Flomesta Moya (Bullas, Murcia, 1890 - Rif, 30 de junio de 1921) fue un militar español, teniente de artillería del Regimiento Mixto de Artillería de Melilla. Murió en cautiverio por negarse a formar a sus enemigos rifeños, siendo distinguido póstumamente con la Cruz Laureada de San Fernando de 2.ª clase.

## Biografía
En 1911 ingresó en la Academia de Artillería de Segovia en la 205.ª promoción. Con el empleo de teniente fue destinado al 2.º Batallón de Artillería de Posición en Mérida y posteriormente al 6.º Batallón de Artillería de Posición en Murcia. El 29 de octubre de 1919 comenzó su destino en África, siendo destinado a la Comandancia de Artillería de Melilla donde fue puesto al mando del destacamento de Rayen. Era amigo del teniente Santiago Cuello, militar que sirvió en la misma guerra y mandaba otros destacamentos.
El 5 de mayo de 1920, como jefe de la Sección de Automóviles de la Comandancia de Artillería destacada en  el protectorado español de Marruecos, intervino en las operaciones de Arrayen, Lao, Cheif y Tamamsin.

## Abarrán
A principios de 1921 se incorporó a la 1.ª Batería de Annual. El 1 de junio salió al mando de su batería, formando parte de la columna a las órdenes del comandante Jesús Villar para la ocupación del monte Abarrán, quedando destacado en esta posición para su defensa.
Herido en la cabeza y en un brazo, dirigió los disparos de su unidad animando constantemente a sus hombres. Tras caer el resto de oficiales, asumió el mando de la posición cuando el capitán Juan Salafranca Barrio fue mortalmente herido. Agotada la munición de las piezas de artillería, ordenó su inutilización hasta que la posición fue ocupada por sus enemigos.

"...Después de agotadas las municiones de las piezas que mandaba, sosteniendo la defensa del frente atacado con preferencia por el enemigo, a pesar de estar herido, negándose a ser curado. Organizó las de los demás frentes, por haber sido muertos o heridos de gravedad todos los demás oficiales, armando a los artilleros que quedaban útiles, e imponiéndose a los indígenas que se resistían a cooperar; inutilizó por sí una pieza y ordenó que inutilizaran las demás cuando el enemigo se disponía a asaltar la posición, permaneciendo en el puesto de inmimente peligro que su honor militar le señalaba, haciendo personalmente fuego con el fusil hasta que fue invadida la referida posición por el enemigo..."
Real Orden de 28 de junio de 1923.

Fue hecho prisionero por las fuerzas rifeñas, que le ordenaron que les enseñaran el manejo de las piezas de artillería capturadas, a lo que se negó. Falleció poco después mientras permanecía prisionero.

Escudo de la unidad de servicios de la Base Teniente Flomesta (Melilla).

## Recompensas
El 23 de junio de 1923 fue recompensado a título póstumo con la Cruz Laureada de San Fernando de segunda clase por el valor demostrado en la defensa de Abarrán.
El 2 de junio de 1924 el dictador Miguel Primo de Rivera inauguró en el patio de armas de la Academia de Artillería de Segovia una placa que le fue dedicada. Una base discontinua del Ejército de Tierra situada en Melilla lleva su nombre.
La avenida de la ciudad de Murcia donde se encuentra el ayuntamiento, lleva el nombre de «Teniente Flomesta». También hay calles con su nombre en las ciudades de Barcelona y Mérida.